# Magga Dangletsjer
De Magga Dangletsjer is een gletsjer in de gemeente Sermersooq in het uiterste noordwesten van Groenland. Het is de meest westelijke gletsjer van de vijf grotere gletsjers die uitkomen in het Gåsefjord. De andere gletsjers zijn onder andere de Sydgletsjer (de eerstvolgende in het noordoosten), de Kista Dangletsjer (eerstvolgende in het westen) en de Gåsegletsjer.
De Magga Dangletsjer heeft een lengte van meer dan 40 kilometer en een breedte van vijf kilometer. De gletsjer heeft meerdere takken die onderweg naar beneden bij elkaar komen.